# Privathospitalet Danmark
Privathospitalet Danmark  er et dansk privathospital beliggende i Charlottenlund. Det har eksisteret siden 1991 og har siden 1. april 2021 været privat ejet af Thomas Johnsen, som er adm. direktør. Daglig leder er hospitalschef Bettina Hard Madsen. 
Hospitalet råder over operationsstuer, 10 ambulatorier og en række sengepladser. 
Hospitalet råder endvidere over moderne røntgenudstyr, og næsten alle former for billeddiagnosticering kan foretages på stedet.
Privathospitalet Danmark tilbyder bl.a. behandling indenfor dermatologi, neurologi, pædiatri, røntgen, reumatologi, ortopædkirurgi, fysioterapi, neurokirurgi, gynækologi, mammografi samt flere former for scanninger og  kirurgi, herunder plastikkirurgi.
Hospitalet ligger på Jægersborg Allé 14 i Charlottenlund.